# Marco P. i złodzieje rowerów
Marco P. i złodzieje rowerów – krótkometrażowa, niezależna, polska komedia kryminalna,  wyprodukowana w 2005 roku.

## Treść
Marco jest entuzjastą kolarstwa. Ściślej mówiąc, jest fanatykiem kolarstwa. Pewnego dnia złodzieje kradną jego ukochany rower. Marco postanawia na własną rękę odnaleźć ich i srogo ukarać.

## Obsada
- Reżyseria: Bodo Kox
- Produkcja: Bodo Kox, Remigiusz Poznański
- Scenariusz: Bodo Kox
- Zdjęcia: Remigiusz Poznański, Daniel Kurpisz
- Montaż: Remigiusz Poznański
- Efekty wizualne Sławomir Nowak, Remigiusz Poznański

- Marco: Grzegorz Wojdon
- Paser: Wojciech Ziemiański
- Szef: Leszek Rosołek
- Pietrucha: Dawid Antkowiak
- Żona Pietruchy: Goria Kornyluk
- Malina: Franz Chlor
- Roberto: Piotr Matwiejczyk
- Dziwny: Bodo Kox
- Tadeusz Szymków: Tadeusz Szymków